# Мусаева, Рафика Ганиевна
Рафика Ганиевна Мусаева (род. 9 апреля 1953, Ленинабад) — таджикский учёный и государственный деятель. Министр труда Таджикистана. 
Первая таджикская женщина, получившая степень кандидата технических наук.

## Биография
В 1970 году окончила среднюю школу № 21 в Душанбе. Через пять лет с отличием окончила Таджикский политехнический институт по специальности инженер-электрик. В феврале 1980 года, в возрасте 26 лет, защитила кандидатскую диссертацию в специализированном Совете Московского института инженеров гражданской авиации и стала первой таджикской женщиной, получившей степень кандидата технических наук. Работала на кафедре Автоматики и вычислительной техники и одновременно освобожденным секретарем комитета комсомола Таджикского политехнического института.
В 1981 году она была переведена на госслужбу, где работала секретарем ЦК комсомола Таджикской ССР. С 1986 года, в течение трёх лет, работала в аппарате Центрального комитета Компартии Таджикистана. В августе 1989 года избрана первым секретарем Центрального райкома Компартии Таджикистана города Душанбе (ныне района Фирдавси). С февраля 1990 по 1995 год депутат Верховного Совета республики Таджикистан 12 созыва. В ноябре 1992 года на 16 сессии Верховного Совета Республики Таджикистан  избрана председателем Комитета по государственному строительству, членом Президиума Верховного Совета Республики Таджикистан, была единственной женщиной в его составе. Мусаева Р. была членом Конституционной комиссии, членом рабочей группы по разработки новой Конституции Независимого Таджикистана. Ее активная и принципиальная позиция позволила наряду с другими важными вопросами включить в Конституцию ряд правовых норм по защите прав и свобод женщин, детей и семьи. В 1995 году избрана депутатом Маджлиси Оли РТ первого созыва (парламент страны), на первой сессии которого избрана председателем Комитета по государственному строительству парламента страны. В 1998 году с отличием окончила Российскую академию госслужбы по специальности «юриспруденция», получив квалификацию «юрист-специалист по государственному строительству и праву».
В январе 2000 года указом Президента РТ назначена Министром труда и занятости населения РТ, а с января 2001 - Министром труда и социальной защиты населения РТ.
С 2005 года по настоящее время Мусаева Р. руководит общественной организации «Ассоциации энергетиков Таджикистана».
С мая 2012 года по ноябрь 2015 года была директором Государственного учреждения «Душанбе-Плаза».
С декабря 2011 года она также возглавила вновь созданную общественную организацию «Женский корпус мира»
Имеет ряд опубликованных научных статей и работ, 4 научно-технические монографии, участвовала в подготовке нескольких Аналитических Отчетов и обзоров.
Мусаева Р.Г. заслуженный деятель науки и техники (1994 г.), награждена также другими высокими наградами страны: орден «Дусти» (1999), медаль «15 лет 12 сессии Верховного Совета РТ» (2007), медаль «20 лет Независимости РТ» (2011), медаль «30 лет Независимости РТ» (2021).
Она «Отличник народного образования» (2010), «Отличник отрасли труда и социальной защиты» (2021)
Мусаева Р.Г. является членом Общественного совета РТ, членом Национального Совета ИПДО (Инициатива Прозрачности Добывающих Отраслей).